# (1710) Gothard
(1710) Gothard – planetoida z pasa głównego asteroid okrążająca Słońce w ciągu 3 lat i 197 dni w średniej odległości 2,32 au. Została odkryta 20 października 1941 roku w Obserwatorium Svábhegyi w Budapeszcie przez György Kulina. Nazwa planetoidy pochodzi od Jenõ Gotharda (1857-1909), węgierskiego astronoma. Przed nadaniem nazwy planetoida nosiła oznaczenie tymczasowe (1710) 1941 UF.